# Gran Premi de Mònaco del 1976

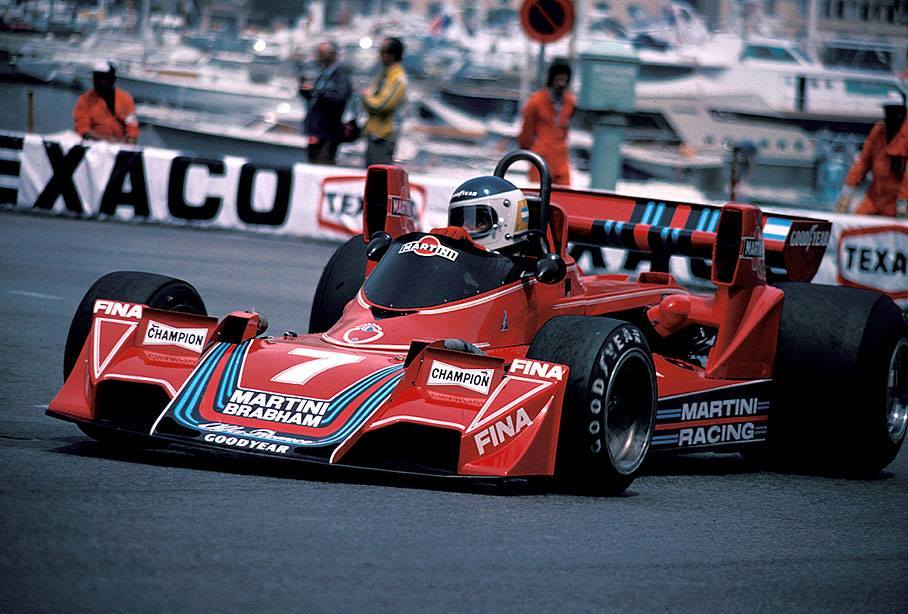
Fotografia de Carlos Reutemann a Mònaco 1976 a bod d'un Martini Brabham Alfa Romeo.

Resultats del Gran Premi de Mònaco de Fórmula 1 de la temporada 1976, disputat al circuit urbà de Montecarlo el 30 de maig del 1976.

## Resultats de la cursa
| Pos | No | Pilot              | Equip                  | Voltes | Temps/ Retir.   | Pos. de sort. | Punts |
| --- | -- | ------------------ | ---------------------- | ------ | --------------- | ------------- | ----- |
| 1   | 1  | Niki Lauda         | Ferrari                | 78     | 1h 59' 51. 4    | 1             | 9     |
| 2   | 3  | Jody Scheckter     | Tyrrell - Ford         | 78     | + 11.13 s       | 5             | 6     |
| 3   | 4  | Patrick Depailler  | Tyrrell - Ford         | 78     | + 1' 04.84 min. | 4             | 4     |
| 4   | 34 | Hans Joachim Stuck | March - Ford           | 77     | + 1 Volta       | 6             | 3     |
| 5   | 12 | Jochen Mass        | McLaren - Ford         | 77     | + 1 Volta       | 11            | 2     |
| 6   | 30 | Emerson Fittipaldi | Fittipaldi - Ford      | 77     | + 1 Volta       | 7             | 1     |
| 7   | 16 | Tom Pryce          | Shadow - Ford          | 77     | + 1 Volta       | 15            |       |
| 8   | 17 | Jean-Pierre Jarier | Shadow - Ford          | 76     | + 2 Voltes      | 10            |       |
| 9   | 8  | Carlos Pace        | Brabham - Alfa Romeo   | 76     | + 2 Voltes      | 17            |       |
| 10  | 28 | John Watson        | Penske - Ford          | 76     | + 2 Voltes      | 18            |       |
| 11  | 21 | Michel Leclère     | Wolf - Williams - Ford | 76     | + 2 Voltes      | 8             |       |
| 12  | 26 | Jacques Laffite    | Ligier - Matra         | 75     | Accident        | 12            |       |
| 13  | 22 | Chris Amon         | Ensign - Ford          | 74     | + 4 Voltes      | 2             |       |
| 14  | 2  | Clay Regazzoni     | Ferrari                | 73     | Accident        | 16            |       |
| Ret | 6  | Gunnar Nilsson     | Lotus - Ford           | 39     | Motor           | 3             |       |
| Ret | 10 | Ronnie Peterson    | March - Ford           | 26     | Accident        | 14            |       |
| Ret | 11 | James Hunt         | McLaren - Ford         | 24     | Motor           | 9             |       |
| Ret | 9  | Vittorio Brambilla | March - Ford           | 9      | Suspensions     | 19            |       |
| Ret | 19 | Alan Jones         | Surtees - Ford         | 1      | Col·lisió       | 20            |       |
| Ret | 7  | Carlos Reutemann   | Brabham - Alfa Romeo   | 0      | Accident        | 21            |       |
| NVQ | 20 | Jacky Ickx         | Wolf - Williams - Ford |        |                 |               |       |
| NVQ | 38 | Henri Pescarolo    | Surtees - Ford         |        |                 |               |       |
| NVQ | 37 | Larry Perkins      | Boro - Ford            |        |                 |               |       |
| NVQ | 24 | Harald Ertl        | Hesketh - Ford         |        |                 |               |       |
| NVQ | 35 | Arturo Merzario    | March - Ford           |        |                 |               |       |

## Altres
- Pole: Niki Lauda 1' 29. 650
- Volta ràpida: Clay Regazzoni 1' 30. 280 (a la volta 60)